# 25 tháng 7
Ngày 25 tháng 7 là ngày thứ 206 (207 trong năm nhuận) trong lịch Gregory. Còn 159 ngày trong năm.

## Sự kiện
- 306 – Constantinus Đại đế được đội quân của mình tôn làm hoàng đế La Mã sau khi Constantius Chlorus từ trần.315 – The Arch of Constantine is completed near the Colosseum in Rome to commemorate Constantine I's victory over Maxentius at the Milvian Bridge.
- 315 - Khải hoàn môn Constantinus được hoàn thành gần Đấu trường La Mã tại Rome để ghi dấu chiến thắng của Constantine I trước Maxentius tại cầu Milvian.
- 677 - Cao điểm của trận chiếm đóng thành phố Thessalonica của Đế quốc Byzantine do người Slav tiến hành.
- 710 – Dưới áp lực của công chúa Thái Bình, Đường Duệ Tông phục vị hoàng đế triều Đường khi được cháu là Đường Thương Đế thiện vị.
- 918 – Sau khi lật đổ Quốc vương Cung Duệ của Thái Phong, Vương Kiến lên ngôi vương, đặt quốc hiệu là Cao Ly.
- 1261 – Quân Nicaea dưới quyền chỉ huy của Alexios Strategopoulos tái chiếm Constantinopolis từ quân La Tinh, Đế quốc Đông La Mã được trung hưng.
- 1603 – Quốc vương James VI của Scotland đăng quang ngôi vị quốc vương Anh, trở thành James I của Anh, Vương quốc Anh và Vương quốc Scotland tiến vào một liên minh cá nhân.
- 1652 - Nikon nhậm chức Thượng phụ Moskva và toàn nước Nga của Giáo hội Chính thống giáo Nga.
- 1894 – Hải quân Nhật Bản và Đại Thanh giao chiến trong trận Phong Đảo ở Nha Sơn thuộc Triều Tiên, mở đầu Chiến tranh Thanh-Nhật
- 1957 – Nước Cộng hòa Tunisia được công bố thành lập.
- 2011 – Trương Tấn Sang được bầu lên làm Chủ tịch nước Cộng hoà Xã hội Chủ nghĩa Việt Nam
- 2007 – Pratibha Patil tuyên thệ nhậm chức tổng thống của Ấn Độ, trở thành người phụ nữ đầu tiên giữ chức vụ này.

## Sinh
- 1905 - Nhất Linh - Nguyễn Tường Tam, nhà văn, nhà chính trị Việt Nam nổi tiếng
- 1914 - Vũ Văn Mẫu, Thủ tướng, Bộ trưởng Bộ Ngoại giao Việt Nam Cộng hòa (Mất 1998)
- 1947 - Rodríguez Saá tổng thống Argentina
- 1978 - Bé gái Louise Brown là người đầu tiên trên thế giới được sinh ra bằng phương pháp thụ tinh trong ống nghiệm tại Anh Quốc. Mở ra cơ hội lớn lao cho các cặp vợ chồng hiếm muộn của bác sĩ Patrick Steptoe và tiến sĩ Robert Edwards. Song cũng không tránh khỏi chỉ trích của các tổ chức như tòa thánh Vatincan...
- 1984 - Nguyên Khang, dẫn chương trình người Việt Nam
- 1985 - Akira Phan, ca sĩ người Việt Nam
- 1989 - Đinh Mạnh Ninh, ca sĩ, nhạc sĩ người Việt Nam

## Mất
I.Quốc vương Louis Bonaparte mất ngày 25 tháng 7 năm 1846